# Gus Risman

a Compétitions nationales et continentales officielles uniquement.

b Matchs officiels uniquement.
Augustus John Ferdinand Risman dit Gus Risman, né le 21 mars 1911 à Cardiff (pays de Galles) et mort le 17 octobre 1994 à Whitehaven (Angleterre), est un joueur international gallois et britannique de rugby à XIII évoluant aux postes d'arrière, de centre et de demi d'ouverture dans les années 1920, 1930, 1940 et 1950.
Après une formation au rugby à XV, il opte pour le rugby à XIII à dix-sept ans en s'engageant à Salford. Il y remporte le Championnat d'Angleterre en 1933, 1937 et 1939 et la Challenge Cup en 1938. Après la Seconde Guerre mondiale, il rejoint Workington et y remporte le Championnat d'Angleterre en 1951 et la Challenge Cup en 1952.
Parallèlement, il intègre la sélection du pays de Galles et prend une part active aux titres de Coupe d'Europe des nations en 1936, 1937 et 1938. Il est également un titulaire de la sélection de la Grande-Bretagne et a même obtenu une sélection avec l'Angleterre.
Il est celui qui a établi un record de 4 053 points marqués en match officiel, et est décrit dans les années 1980 par un journaliste treiziste, comme « le plus connu, le plus célèbre, le plus complet des attaquants gallois (ouvreur ou centre) ». 
Il a deux enfants, Bev Risman est devenu international britannique et anglais de rugby à XIII et de rugby à XV dans les années 1960, et John Risman est devenu international gallois de rugby à XIII dans les années 1970 et est devenu président de la fédération galloise de rugby à XIII.

## Biographie
Le rugby à XIII britannique l'honore d'une statue devant le stade de Wembley aux côtés de quatre illustres treizistes Billy Boston, Eric Ashton, Alex Murphy et Martin Offiah. Il est intégré également au temple de la renommée du rugby à XIII britannique et au temple de la renommée des sports du pays de Galles.

## Palmarès de joueur
- Collectif :
  - Vainqueur de la Coupe d'Europe des nations : 1936, 1937 et 1938 (Pays de Galles).
  - Vainqueur du Championnat d'Angleterre : 1933, 1937 et 1939 (Salford), 1941 (Bradford) et 1951 (Workington).
  - Vainqueur de la Challenge Cup : 1938 (Salford), 1942 (Leeds) et 1952 (Workington).
  - Finaliste de la Coupe d'Europe des nations : 1939 (pays de Galles).
  - Finaliste du Championnat d'Angleterre : 1934 (Salford).
  - Finaliste de la Challenge Cup : 1939 (Salford).

## Palmarès d'entraîneur
- Collectif :
  - Finaliste de la Challenge Cup : 1955 et 1958 (Workington).